# BYD Qin Pro
BYD Qin Pro – samochód osobowy klasy kompaktowej produkowany pod chińską marką BYD w latach 2018–2021.

## Historia i opis modelu

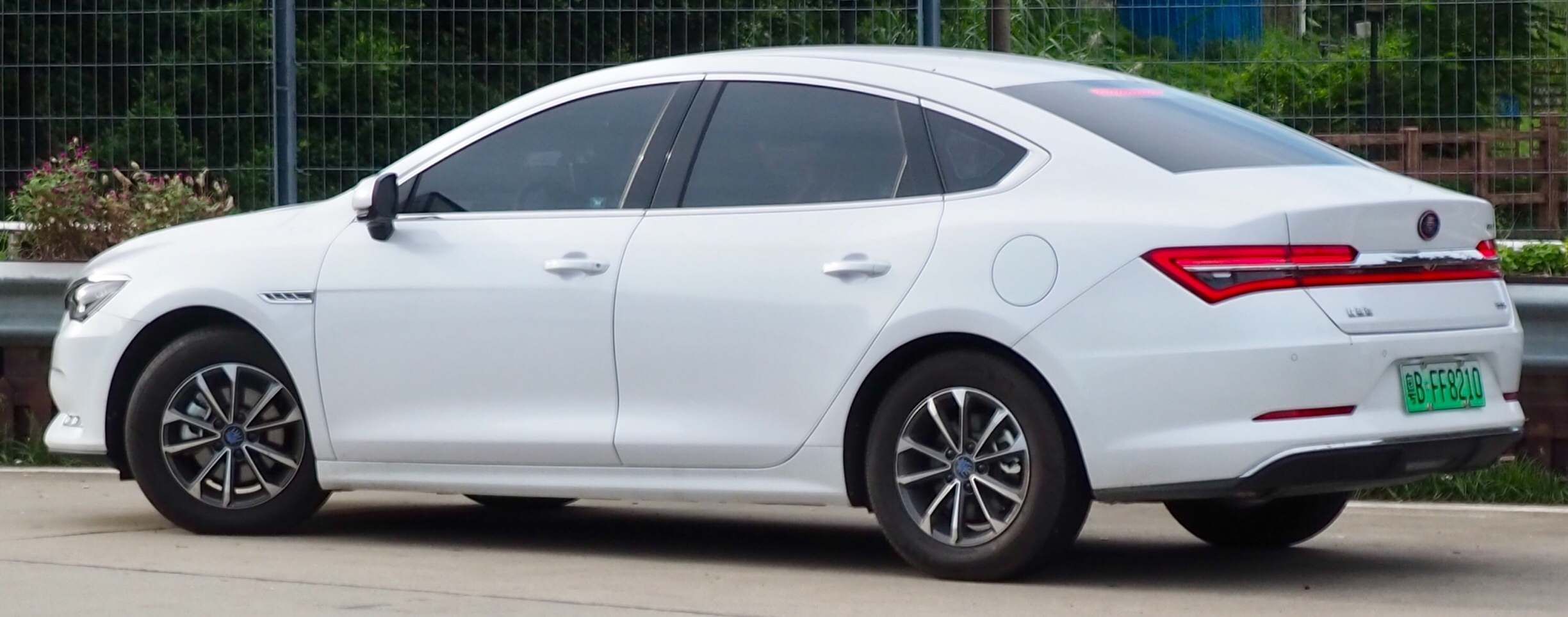
BYD Qin Pro DM- tył

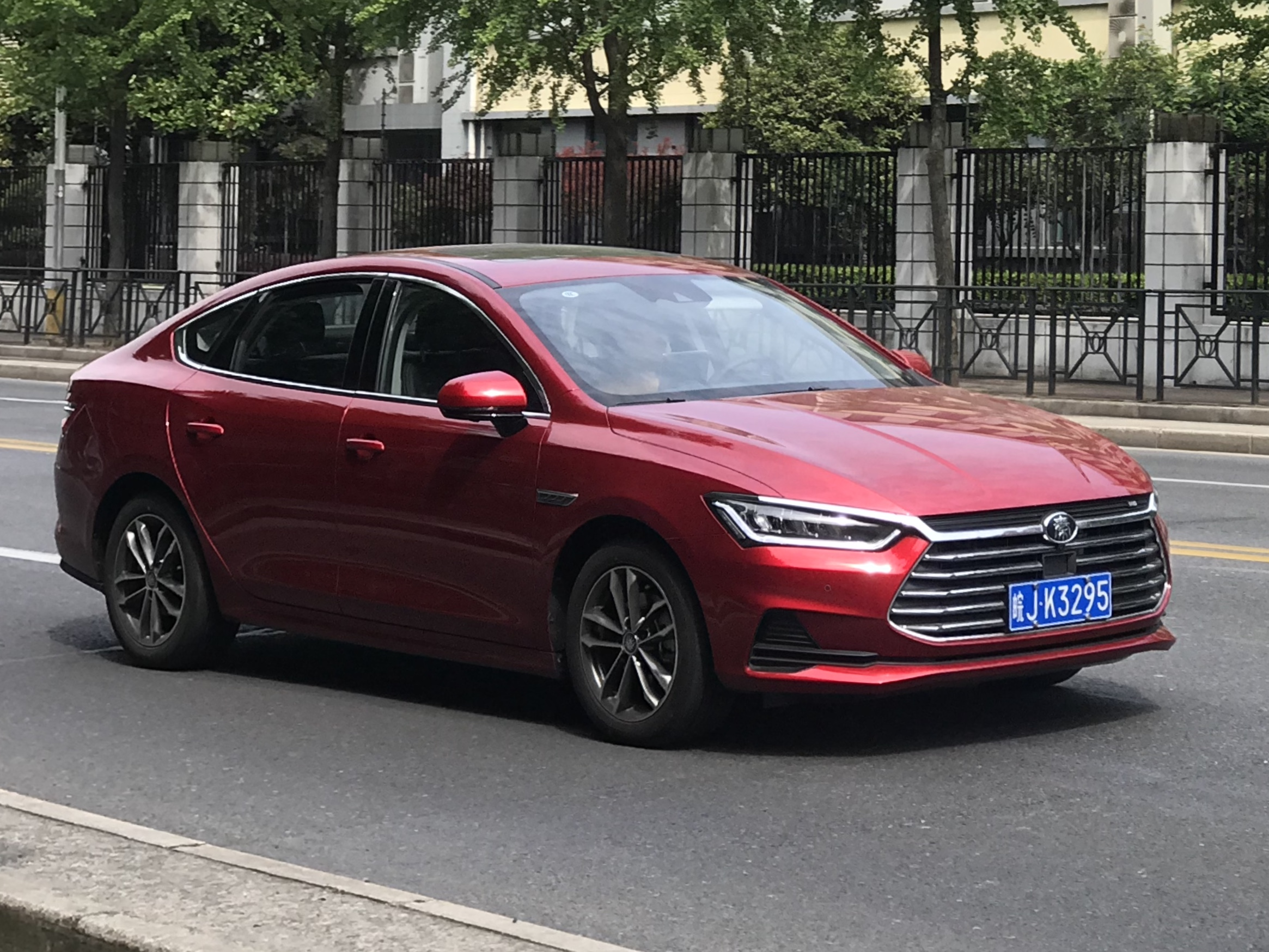
BYD Qin Pro

Wiosną 2018 roku podczas salonu samochodowego w Szanghaju BYD przedstawił nową kompaktową limuzynę, która jako pierwszy tego typu pojazd w gamie chińskiego producenta został utrzymany w nowym języku stylistycznym autorstwa niemieckiego stylisty, Wolfganga Eggera.
Charakterystyczną cechą smukle ukształtowanej linii nadwozia z łagodnie opadającą linią dachu został szpiczasty przód z nisko osadzonymi, agresywnie zarysowanmi reflektorami połączonymi chromowaną listwą i umieszczonym poniżej nich trapezowym wlotem powietrza. Kształty te upodobniono do nowszych modeli, realizując tzw. styl Dragon Face.

### Qin Pro DM
BYD Qin Pro oferowany jest też samochód spalinowo-elektryczny z układem napędowym typu hybryda plug-in, umożliwiając ładowanie baterii z gniazdka. Pojazd łączy 1,5-litrowy silnik benzynowy z turbodoładowaniem z silnikiem elektrycznym, łącznie rozwijając 303 KM mocy i oferując 82 zasięgu w trybie pełni elektrycznym.

### Qin Pro EV
Równolegle z wariantem spalinowym i hybrydowym, ofertę skompletowała także odmiana elektryczna. Silnik elektryczny rozwija moc 163 KM, oferując trzy baterie z zasięgiem 401, 420 lub 520 kilometrów na jednym ładowaniu i 150 km/h prędkości maksymalnej. Podstawowa bateria ma pojemność 63 kWh.

### Silnik
- R4 1.5l Turbo

### Qin Plus

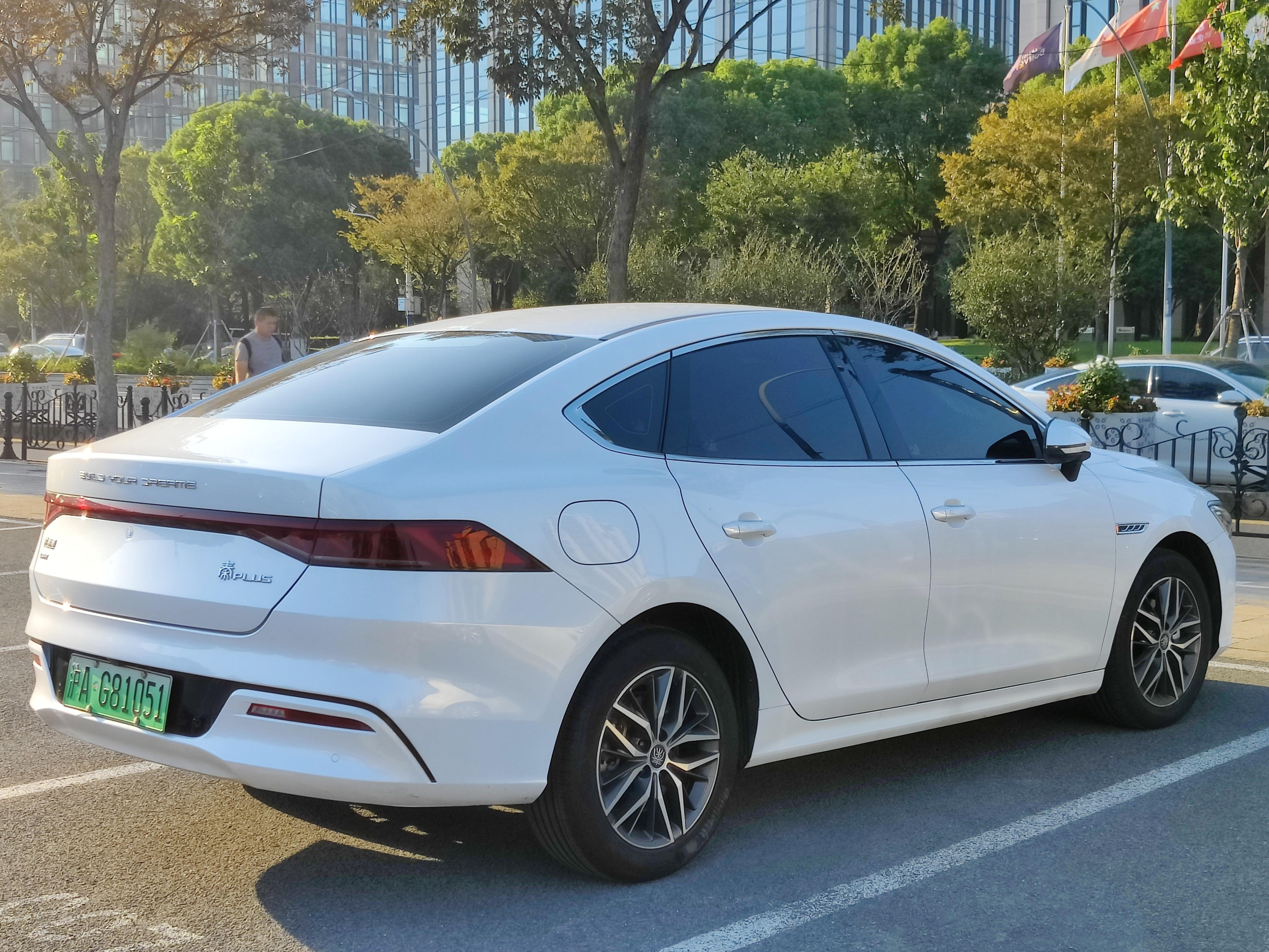
BYD Qin Plus - tył

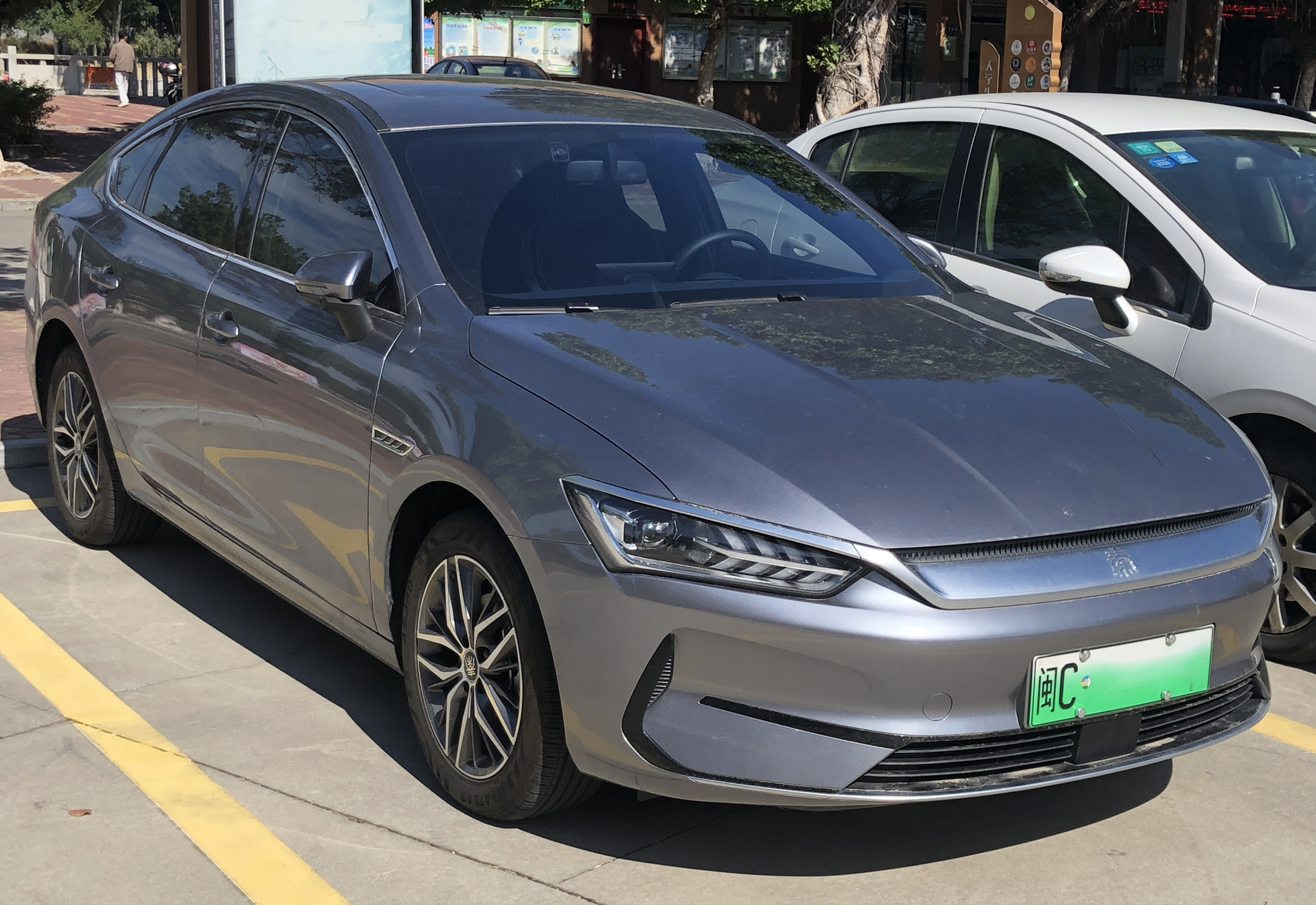
BYD Qin Plus EV

BYD Qin Plus został zaprezentowany po raz pierwszy w 2020 roku.
Qin Plus uzupełnił gamę chińskiego producenta jako topowy, wyżej pozycjonowany od podstawowego Qin Pro bardziej luksusowy i bardziej zaawansowany technicznie wariant.
Pod kątem wizualnym został on upodobniony do sztandarowej limuzyny Han, charakteryzując się większym trapezoidalnym wlotem powietrza i chromowaną listwą pomiędzy wykonanymi w technologii LED reflektorami. Inaczej ukształtowano także tylne lampy, a we wnętrzu wygospodarowano miejsce na 12,3-calowy obrotowy wyświetlacz systemu multimedialnego.

### Qin Plus EV
W pierwszym kwartale 2021 roku także topowy BYD Qin Plus trafił do sprzedaży w wariancie w pełni elektrycznym. Pod kątem wizualnym pojazd również został upodobniony wyglądem do sztandarowej limuzyny Han EV, charakteryzując się dużą chromowaną listwą i plastikowym panelem zamiast wlotu powietrza. Pojazd wyposażono w baterię nowej generacji Blade battery, oferując 183 moc napędu.

### Dane techniczne
BYD Qin Plus został wyposażony w nową generację układu spalinowo-elektrycznego, wyposażonego w hybrydowy napęd nazwany przez producenta Snap-Cloud plug-in hybrid. Samochód jest współnapędzany przez benzynowy silnik o pojemności 1,5-litra i silnik elektryczny, który według deklaracji BYD-a jest w stanie być głównym źródłem napędu podczas 43% czasu jazdy i oferując średnie spalanie w wysokości ok. 3,8 litra na 100 kilometrów.